# قائمة رؤساء وزراء العراق
- اليسار فوق: عبد الرحمن النقيب أول رئيس وزراء في تاريخ العراق الحديث وهو أيضًا أول رئيس وزراء في المملكة العراقية.
- اليمين فوق: نوري السعيد أكثر من تولى رئاسة مجلس الوزراء وقد شكل أربعة عشر حكومة أو وزارة على فترات متفرقة.
- اليسار تحت: عبد الكريم قاسم أول رئيس وزراء عقب نهاية الملكية العراقية وقيام الجمهورية العراقية وأول من أسس حكومة جمهورية.
- اليمين تحت: محمد شياع السوداني رئيس مجلس الوزراء العراقي الحالي.

رئيس وزراء العراق هو رئيس الحُكُومة والقائد العام للقوَّات المُسلَّحة العراقيَّة ورأس السُلطة التنفيذيَّة في الدولة. ويعود تاريخ رئاسة مجلس الوزراء في العراق إلى 25 تشرين الأول (أكتوبر) 1920 وتعاقب على المنصب اثنان وأربعون رئيسًا للوُزراء وتشكَّلت سبعةٌ وسبعون حُكُومة.
إبان العهد الملكي كان رئيس الوزراء يرأس السُلطة التنفيذيَّة في المملكة العراقيَّة واستمرَّ ذلكُمُ الأمر حتى بعد نهاية الملكيَّة وقيام الجُمهوريَّة العراقيَّة في 14 تموز (يوليو) 1958 حيث ظلَّت رئاسة الوزراء أهم منصب في البلاد. لكن تغيَّر الأمر عقب إقرار الدُستور العراقي في 29 نيسان (أبريل) 1964 حيث اضمحلَّت أهمية رئاسة الوزراء مقابل رئاسة الجُمهورية العراقية، وخلال فترة حُكم حزب البعث كان رئيس الجُمهورية يتولَّى رئاسة مجلس الوزراء في معظم الحُكُومات.
إلى أن تمَّ إحياء أهميَّة المنصب مع إقرار الدُستور العراقي الجديد في 15 تشرين الأول (أكتوبر) 2005 لمَّا أضحى رئيس مجلس الوزراء هو القائد العام للقوَّات المُسلَّحة والمسؤول عن تسيير السياسة العامَّة للدولة العراقيَّة. يقوم رئيس الجُمهوريَّة بِتكليفه بِتشكيل الحُكُومة بعد أن تُرشحه الكُتلة النيابيَّة الأكثر عدداً في مجلس النواب ويُقدِّم تشكيلته الوزاريَّة ومنهاجه الوزاري إلى مجلس النواب خلال مُدَّة ثلاثين يوماً من تاريخ تكليفه لِمنحه الثقة.

## دليل ألوان
- مستقل
- حزب العهد
- حزب التقدم العراقي
- حزب الاتحاد الدستوري
- حركة الوفاق الوطني العراقي
- حزب الأحرار
- حزب الدعوة الإسلامية
- جبهة الاتحاد الوطني
- حزب الأمة الاشتراكي
- حزب الشعب العراقي
- عسكري
- الاتحاد الاشتراكي العربي العراقي
- حزب البعث العربي الاشتراكي
- مجلس المستقلين الديمقراطيين
- المجلس الأعلى الإسلامي العراقي
- المؤتمر الوطني العراقي
- الاتحاد الوطني الكردستاني
- الحزب الديمقراطي الكردستاني

## القائمة
| • المملكة العراقية (تحت الاحتلال البريطاني) (1920–1932) • |                                  |                                                         | |                                                            |                        |
| 1                                                         | حكومة عبد الرحمن الكيلاني النقيب | عبد الرحمن الكيلاني النقيب السن عند تولي المنصب: 79 سنةً | فيصل الأول (ابن الحسين بن علي شريف مكة) فترة الحكم من: 23 أغسطس 1921 إلى: 8 سبتمبر 1933 انتهت تلك الفترة بوفاته. | من: 25 أكتوبر 1920 حتى: 23 أغسطس 1921 مدة: 9 أشهرٍ و29 يومًا | تتويج الملك فيصل الأول |

| #                                                                         | رئيس الوزراء                                                   | صورة | ولادة-وفاة  | بداية الفترة         | نهاية الفترة               | الحزب السياسي                                                | رئيس الدولة                                     |
| ------------------------------------------------------------------------- | -------------------------------------------------------------- | ---- | ----------- | -------------------- | -------------------------- | ------------------------------------------------------------ | ----------------------------------------------- |
| • المملكة العراقية (تحت الانتداب البريطاني) (1920–1932) •                 |                                                                |      |             |                      |                            |                                                              |                                                 |
| 1                                                                         | عبد الرحمن الكيلاني                                            |      | 1841–1927   | 11 تشرين الثاني 1920 | 20 تشرين الثاني 1922       | مستقل                                                        | فيصل الأول                                      |
| 2                                                                         | عبد المحسن السعدون (أول مرة)                                   |      | 1879–1929   | 20 تشرين الثاني 1922 | 22 تشرين الثاني 1923       | عسكري                                                        | فيصل الأول                                      |
| 3                                                                         | جعفر العسكري (أول مرة)                                         |      | 1887–1936   | 22 تشرين الثاني 1923 | 2 آب 1924                  | عسكري                                                        | فيصل الأول                                      |
| 4                                                                         | ياسين الهاشمي (أول مرة)                                        |      | 1894–1937   | 2 آب 1924            | 26 حزيران 1925             | عسكري / حزب الشعب                                            | فيصل الأول                                      |
| 5                                                                         | عبد المحسن السعدون (المرة الثانية)                             |      | 1879–1929   | 26 حزيران 1925       | 21 تشرين الثاني 1926       | عسكري / حزب التقدم                                           | فيصل الأول                                      |
| 6                                                                         | جعفر العسكري (المرة الثانية)                                   |      | 1887–1936   | 21 تشرين الثاني 1926 | 11 كانون الثاني 1928       | عسكري / حزب العهد                                            | فيصل الأول                                      |
| 7                                                                         | عبد المحسن السعدون (المرة الثالثة)                             |      | 1879–1929   | 11 كانون الثاني 1928 | 20 كانون الثاني 1929       | عسكري / حزب التقدم                                           | فيصل الأول                                      |
| 8                                                                         | توفيق السويدي (أول مرة)                                        |      | 1892–1968   | 28 نيسان 1929        | 19 أيلول 1929              | مستقل                                                        | فيصل الأول                                      |
| 9                                                                         | عبد المحسن السعدون (المرة الرابعة)                             |      | 1879–1929   | 19 أيلول 1929        | 13 تشرين الثاني 1929       | عسكري / حزب التقدم                                           | فيصل الأول                                      |
| 10                                                                        | ناجي السويدي                                                   |      | 1882–1942   | 18 تشرين الثاني 1929 | 23 آذار 1930               | حزب التقدم                                                   | فيصل الأول                                      |
| 11                                                                        | نوري السعيد (أول مرة)                                          |      | 1888–1958   | 23 آذار 1930         | 19 تشرين الأول 1931        | حزب العهد                                                    | فيصل الأول                                      |
| 12                                                                        | نوري السعيد (المرة الثانية)                                    |      | 1888–1958   | 19 تشرين الأول 1931  | 3 تشرين الأول 1932         | حزب العهد                                                    |                                                 |
| • المملكة العراقية (1932–1958) •                                          |                                                                |      |             |                      |                            |                                                              |                                                 |
| 12                                                                        | ناجي شوكت                                                      |      | 1893–1980   | 3 تشرين الثاني 1932  | 20 آذار 1933               | مستقل                                                        | فيصل الأول                                      |
| 13                                                                        | رشيد عالي الكيلاني (أول مرة)                                   |      | 1892–1965   | 20 آذار 1933         | 9 تشرين الثاني 1933        | حزب الأخوة الوطني                                            | فيصل الأول                                      |
| 14                                                                        | جميل المدفعي (أول مرة)                                         |      | 1890–1958   | 9 تشرين الثاني 1933  | 27 آب 1934                 | عسكري                                                        | غازي الأول                                      |
| 15                                                                        | علي جودت الأيوبي (أول مرة)                                     |      | 1886–1969   | 27 آب 1934           | 4 آذار 1935                | عسكري                                                        | غازي الأول                                      |
| 16                                                                        | جميل المدفعي (المرة الثانية)                                   |      | 1890–1958   | 4 آذار 1935          | 17 آذار 1935               | عسكري                                                        | غازي الأول                                      |
| 17                                                                        | ياسين الهاشمي (المرة الثانية)                                  |      | 1894–1937   | 17 آذار 1935         | 30 تشرين الأول 1936        | عسكري / حزب الإخاء الوطني                                    | غازي الأول                                      |
| 18                                                                        | حكمت سليمان                                                    |      | 1889–1964   | 30 تشرين الأول 1936  | 17 آب 1937                 | حزب الأخوة الوطني                                            | غازي الأول                                      |
| 19                                                                        | جميل المدفعي (المرة الثالثة)                                   |      | 1890–1958   | 17 آب 1937           | 25 كانون الأول 1938        | عسكري                                                        | غازي الأول                                      |
| 20                                                                        | نوري السعيد (المرة الثانية) الوزارات الثالثة والرابعة والخامسة |      | 1888–1958   | 25 كانون الأول 1938  | 31 آذار 1940               | عسكري / حزب العهد                                            | غازي الأول                                      |
| 21                                                                        | رشيد عالي الكيلاني (المرة الثانية)                             |      | 1892–1965   | 31 آذار 1940         | 3 شباط 1941                | حزب الإخاء الوطني                                            | فيصل الثاني                                     |
| 22                                                                        | طه الهاشمي                                                     |      | 1888–1961   | 3 شباط 1941          | 13 نيسان 1941 (خلع)        | عسكري                                                        | فيصل الثاني                                     |
| 23                                                                        | رشيد عالي الكيلاني (المرة الثالثة)                             |      | 1892–1965   | 13 نيسان 1941        | 30 أيار 1941               | حزب الإخاء الوطني                                            | فيصل الثاني                                     |
| 24                                                                        | جميل المدفعي (المرة الرابعة)                                   |      | 1890–1958   | 4 حزيران 1941        | 10 تشرين الأول 1941        | عسكري                                                        | فيصل الثاني                                     |
| 25                                                                        | نوري السعيد (المرة الثالثة) الوزارات السادسة والسابعة والثامنة |      | 1888–1958   | 10 تشرين الأول 1941  | 4 حزيران 1944              | عسكري / حزب العهد                                            | فيصل الثاني                                     |
| 26                                                                        | حمدي الباجه جي                                                 |      | 1886–1948   | 4 حزيران 1944        | 23 شباط 1946               | مستقل                                                        | فيصل الثاني                                     |
| 27                                                                        | توفيق السويدي (المرة الثانية)                                  |      | 1892–1968   | 23 شباط 1946         | 1 حزيران 1946              | حزب الأحرار                                                  | فيصل الثاني                                     |
| 28                                                                        | أرشد العمري (أول مرة)                                          |      | 1888–1978   | 1 حزيران 1946        | 21 تشرين الثاني 1946       | مستقل                                                        | فيصل الثاني                                     |
| 29                                                                        | نوري السعيد (المرة الرابعة) الوزارة التاسعة                    |      | 1888–1958   | 21 تشرين الثاني 1946 | 29 آذار 1947               | عسكري / حزب الاتحاد الدستوري                                 | فيصل الثاني                                     |
| 30                                                                        | صالح جبر                                                       |      | 1860–1949   | 29 آذار 1947         | 29 كانون الثاني 1948       | حزب الأمة الاشتراكي                                          | فيصل الثاني                                     |
| 31                                                                        | سيد محمد الصدر                                                 |      | 1882 – 1956 | 29 كانون الثاني 1948 | 26 حزيران 1948             | مستقل                                                        | فيصل الثاني                                     |
| 32                                                                        | مزاحم الباجه جي                                                |      | 1890–1982   | 26 حزيران 1948       | 6 كانون الثاني 1949        | مستقل                                                        | فيصل الثاني                                     |
| 33                                                                        | نوري السعيد (المرة الخامسة) الوزارة العاشرة                    |      | 1888–1958   | 6 كانون الثاني 1949  | 10 كانون الأول 1949        | عسكري / حزب الاتحاد الدستوري                                 | فيصل الثاني                                     |
| 34                                                                        | علي جودت الأيوبي (المرة الثانية)                               |      | 1886–1969   | 10 كانون الأول 1949  | 5 شباط 1950                | عسكري                                                        | فيصل الثاني                                     |
| 35                                                                        | توفيق السويدي (المرة الثالثة)                                  |      | 1892–1968   | 5 شباط 1950          | 15 أيلول 1950              | مستقل                                                        | فيصل الثاني                                     |
| 36                                                                        | نوري السعيد (المرة السادسة) الوزارة الحادية عشر                |      | 1888–1958   | 15 أيلول 1950        | 12 تموز 1952               | عسكري / حزب الاتحاد الدستوري                                 | فيصل الثاني                                     |
| 37                                                                        | مصطفى محمود العمري                                             |      | 1898–1979   | 12 تموز 1952         | 23 تشرين الثاني 1952       | مستقل                                                        | فيصل الثاني                                     |
| 38                                                                        | نورالدين محمود                                                 |      | 1901–1978   | 23 تشرين الثاني 1952 | 29 كانون الثاني 1953       | عسكري                                                        | فيصل الثاني                                     |
| 39                                                                        | جميل المدفعي (المرة الخامسة)                                   |      | 1890–1958   | 29 كانون الثاني 1953 | 17 أيلول 1953              | عسكري                                                        | فيصل الثاني                                     |
| 40                                                                        | محمد فاضل الجمالي                                              |      | 1903–1997   | 17 أيلول 1953        | 29 نيسان 1954              | مستقل                                                        | فيصل الثاني                                     |
| 41                                                                        | أرشد العمري (المرة الثانية)                                    |      | 1888–1978   | 29 نيسان 1954        | 4 آب 1954                  | مستقل                                                        | فيصل الثاني                                     |
| 42                                                                        | نوري السعيد (المرة السابعة) الوزارتين الثانية عشر والثالثة عشر |      | 1888–1958   | 4 آب 1954            | 20 حزيران 1957             | عسكري / حزب الاتحاد الدستوري                                 | فيصل الثاني                                     |
| 43                                                                        | علي جودت الأيوبي (المرة الثالثة)                               |      | 1886–1969   | 20 حزيران 1957       | 15 كانون الأول 1957        | عسكري / جبهة الاتحاد الوطني                                  | فيصل الثاني                                     |
| 44                                                                        | عبد الوهاب مرجان                                               |      | 1909–1964   | 15 كانون الأول 1957  | 3 آذار 1958                | مستقل                                                        | فيصل الثاني                                     |
| 45                                                                        | نوري السعيد (المرة الثامنة) الوزارة الرابعة عشر                |      | 1888–1958   | 3 آذار 1958          | 18 أيار 1958               | عسكري / حزب الاتحاد الدستوري                                 | فيصل الثاني                                     |
| 46                                                                        | أحمد مختار بابان                                               |      | 1900–1976   | 18 أيار 1958         | 14 تموز 1958 (خلع)         | مستقل                                                        | فيصل الثاني                                     |
| ← • الجمهورية العراقية (1958–1968) • ←                                    |                                                                |      |             |                      |                            |                                                              |                                                 |
| 47                                                                        | عبد الكريم قاسم                                                |      | 1914–1963   | 14 تموز 1958         | 8 شباط 1963 (خلع)          | عسكري                                                        | محمد نجيب الربيعي                               |
| 48                                                                        | أحمد حسن البكر (أول مرة)                                       |      | 1914–1982   | 8 شباط 1963          | 18 تشرين الثاني 1963 (خلع) | عسكري / حزب البعث العربي الاشتراكي (العراق)                  | عبد السلام عارف                                 |
| 49                                                                        | طاهر يحيى (أول مرة)                                            |      | 1915–1986   | 20 تشرين الثاني 1963 | 6 أيلول 1965               | عسكري / الاتحاد الاشتراكي العربي العراقي                     | عبد السلام عارف                                 |
| 50                                                                        | عارف عبد الرزاق                                                |      | 1921–2007   | 6 أيلول 1965         | 21 أيلول 1965              | عسكري / الاتحاد الاشتراكي العربي العراقي                     | عبد السلام عارف                                 |
| 51                                                                        | عبد الرحمن البزاز                                              |      | 1913–1973   | 21 أيلول 1965        | 9 آب 1966                  | الاتحاد الاشتراكي العربي العراقي                             | عبد السلام عارف                                 |
| 52                                                                        | ناجي طالب                                                      |      | 1917–2012   | 9 آب 1966            | 10 أيار 1967               | عسكري                                                        | عبد الرحمن عارف                                 |
| 53                                                                        | عبد الرحمن عارف                                                |      | 1916–2007   | 10 أيار 1967         | 10 تموز 1967               | عسكري / الاتحاد الاشتراكي العربي العراقي                     | عبد الرحمن عارف                                 |
| 54                                                                        | طاهر يحيى (المرة الثانية)                                      |      | 1915–1986   | 10 تموز 1967         | 17 تموز 1968 (خلع)         | عسكري / الاتحاد الاشتراكي العربي العراقي                     | عبد الرحمن عارف                                 |
| • الجمهورية العراقية ← جمهورية العراق • (تحت حكم حزب البعث : 1968 – 2003) |                                                                |      |             |                      |                            |                                                              |                                                 |
| 55                                                                        | عبد الرزاق النايف                                              |      | 1933–1978   | 17 تموز 1968         | 30 تموز 1968 (خلع)         | عسكري                                                        | أحمد حسن البكر                                  |
| 56                                                                        | أحمد حسن البكر (المرة الثانية)                                 |      | 1914–1982   | 31 تموز 1968         | 16 تموز 1979               | عسكري / حزب البعث العراقي (الجبهة الوطنية التقدمية العراقية) | أحمد حسن البكر                                  |
| 57                                                                        | صدام حسين (أول مرة)                                            |      | 1937–2006   | 16 تموز 1979         | 23 آذار 1991               | (حزب البعث العراقي) (الجبهة الوطنية التقدمية العراقية)       | صدام حسين                                       |
| 58                                                                        | سعدون حمادي                                                    |      | 1930–2007   | 23 آذار 1991         | 13 أيلول 1991              | (حزب البعث العراقي) (الجبهة الوطنية التقدمية العراقية)       | صدام حسين                                       |
| 59                                                                        | محمد حمزة الزبيدي                                              |      | 1938–2005   | 16 أيلول 1991        | 5 أيلول 1993               | (حزب البعث العراقي) (الجبهة الوطنية التقدمية العراقية)       | صدام حسين                                       |
| 60                                                                        | أحمد حسين خضير السامرائي                                       |      | 1941–       | 5 أيلول 1993         | 29 أيار 1994               | (حزب البعث العراقي) (الجبهة الوطنية التقدمية العراقية)       | صدام حسين                                       |
| 61                                                                        | صدام حسين (المرة الثانية)                                      |      | 1937–2006   | 29 أيار 1994         | 9 نيسان 2003 (خلع)         | (حزب البعث العراقي) (الجبهة الوطنية التقدمية العراقية)       | صدام حسين                                       |
| • مجلس الحكم العراقي (2003–2004) •                                        |                                                                |      |             |                      |                            |                                                              |                                                 |
| —                                                                         | محمد بحر العلوم (أول مرة)                                      |      | 1927–2015   | 13 تموز 2003         | 31 تموز 2003               | مستقل                                                        | سلطة الائتلاف المؤقتة - (تحت الاحتلال الامريكي) |
| 62                                                                        | إبراهيم الجعفري (أول مرة)                                      |      | 1947–       | 1 آب 2003            | 31 آب 2003                 | حزب الدعوة الإسلامية                                         | سلطة الائتلاف المؤقتة - (تحت الاحتلال الامريكي) |
| 63                                                                        | أحمد الجلبي                                                    |      | 1944–2015   | 1 أيلول 2003         | 30 أيلول 2003              | المؤتمر الوطني العراقي                                       | سلطة الائتلاف المؤقتة - (تحت الاحتلال الامريكي) |
| 64                                                                        | إياد علاوي (أول مرة)                                           |      | 1945–       | 1 تشرين الأول 2003   | 31 تشرين الأول 2003        | حركة الوفاق الوطني العراقي                                   | سلطة الائتلاف المؤقتة - (تحت الاحتلال الامريكي) |
| 65                                                                        | جلال طلباني                                                    |      | 1933–2017   | 1 تشرين الثاني 2003  | 30 تشرين الثاني 2003       | الاتحاد الوطني کوردستان                                      | سلطة الائتلاف المؤقتة - (تحت الاحتلال الامريكي) |
| 66                                                                        | عبد العزيز الحكيم                                              |      | 1950–2009   | 1 كانون الأول 2003   | 31 كانون الأول 2003        | المجلس الأعلى الإسلامي العراقي                               | سلطة الائتلاف المؤقتة - (تحت الاحتلال الامريكي) |
| 67                                                                        | عدنان الباجه جي                                                |      | 1923–2019   | 1 كانون الثاني 2004  | 31 كانون الثاني 2004       | مجلس المستقلين الديمقراطيين                                  | سلطة الائتلاف المؤقتة - (تحت الاحتلال الامريكي) |
| 68                                                                        | محسن عبد الحميد                                                |      | 1937–       | 1 شباط 2004          | 29 شباط 2004               | الحزب الإسلامي العراقي                                       | سلطة الائتلاف المؤقتة - (تحت الاحتلال الامريكي) |
| 69                                                                        | محمد بحر العلوم (المرة الثانية)                                |      | 1927–2015   | 1 آذار 2004          | 31 آذار 2004               | مستقل                                                        | سلطة الائتلاف المؤقتة - (تحت الاحتلال الامريكي) |
| 70                                                                        | مسعود برزاني                                                   |      | 1946–       | 1 نيسان 2004         | 30 نيسان 2004              | الحزب الديمقراطي الكردستاني                                  | سلطة الائتلاف المؤقتة - (تحت الاحتلال الامريكي) |
| 71                                                                        | عز الدين سليم                                                  |      | 1943–2004   | 1 أيار 2004          | 17 أيار 2004               | حزب الدعوة الإسلامية                                         | سلطة الائتلاف المؤقتة - (تحت الاحتلال الامريكي) |
| 72                                                                        | غازي مشعل عجيل الياور                                          |      | 1958–       | 17 أيار 2004         | 1 حزيران 2004              | العراقيون                                                    | سلطة الائتلاف المؤقتة - (تحت الاحتلال الامريكي) |
| • جمهورية العراق (2004–2011) •                                            |                                                                |      |             |                      |                            |                                                              |                                                 |
| —                                                                         | إياد علاوي (المرة الثانية)                                     |      | 1945–       | 1 حزيران 2004        | 3 أيار 2005                | حركة الوفاق الوطني العراقي                                   | غازي مشعل عجيل الياور                           |
| 73                                                                        | إبراهيم الجعفري (المرة الثانية)                                |      | 1947–       | 3 أيار 2005          | 20 أيار 2006               | حزب الدعوة الإسلامية                                         | جلال طالباني                                    |
| 74                                                                        | نوري المالكي (أول مرة)                                         |      | 1950–       | 20 أيار 2006         | 21 كانون الأول 2010        | حزب الدعوة الإسلامية                                         | جلال طالباني                                    |
| • جمهورية العراق (2011–الآن) •                                            |                                                                |      |             |                      |                            |                                                              |                                                 |
| 74                                                                        | نوري المالكي (المرة الثانية)                                   |      | 1950–       | 21 كانون الأول 2010  | 8 أيلول 2014               | حزب الدعوة الإسلامية                                         | جلال طالباني                                    |
| 75                                                                        | حيدر العبادي                                                   |      | 1952–       | 8 أيلول 2014         | 25 تشرين الأول 2018        | حزب الدعوة الإسلامية                                         | فؤاد معصوم                                      |
| 76                                                                        | عادل عبد المهدي                                                |      | 1942–       | 25 تشرين الأول 2018  | 30 تشرين الثاني 2019       | مستقل                                                        | برهم صالح                                       |
| 76                                                                        | مصطفى الكاظمي                                                  |      | 1967–       | 7 أيار 2020          | 13 تشرين الأول 2022        | مستقل                                                        | برهم صالح                                       |
| 77                                                                        | محمد شياع السوداني                                             |      | 1970–       | 13 تشرين الأول 2022  | حتى الآن                   | تيار الفراتين/تحالف إدارة الدولة                             | عبد اللطيف جمال رشيد                            |

## وصلات خارجية
- الموقع الرسمي للأمانة العامة لمجلس الوزراء

| سبقه الوزير الدولة العباسية (750–1258)وزير الديوان السلطنة الجلائرية (1335–1432) | رئيس وزراء العراق المملكة العراقية (1920–1958) الجمهورية العراقية (1958–1992) جمهورية العراق (1992–الآن) | تبعه لا يوجد |